# Markýza de Brinvilliers (opera)
Markýza de Brinvilliers (francouzsky La Marquise de Brinvilliers) je opera (drame lyrique) napsaná ve spolupráci devíti skladatelů. Premiéru měla v Paříži v Salle Ventadour divadla Théâtre de l'Opéra-Comique dne 31. října 1831.

## Vznik a uvedení
V první polovině 19. století vznikla řada hudebních děl, na kterých spolupracovalo více skladatelů, většinou proto, aby ve velmi krátkém termínu vytvořili díla na oslavu událostí významných pro vládnoucí dynastii, jako sňatky, narození nebo křtiny. Takové skladby byly obvykle hotovy za několik dní a mohli se na nich účastnit až čtyři skladatelé. Jediným významným dílem takového širšího kolektivu před složením Markýzy de Brinvilliers byl Sjezd králů (Le congrès des rois), opera revolučního ducha uvedená v Opéra-Comique 23. února 1794, na níž se podíleli Cherubini, Dalayrac, Berton, Deshayes, Jadin, Kreutzer, Blasius, Méhul, Devienne, Solié a Trial fils. Z pozdějších spoluprací lze jmenovat Les premiers pas ou Les deux génies ou Les mémoires de la blanchisseuse, což byla jednoaktová komedie sepsaná k otevření nového divadla Opéra-National 15. listopadu 1847, jejíž hudbu dodali Adolphe Adam, Daniel-François-Esprit Auber, Michele Carafa a Jacques Fromental Halévy.
V roce 1831 uvázla Opéra-Comique ve finančních potížích a její působiště, Salle Ventadour, již nebylo v módě. Émile Lubbert, ředitel společnosti, potřeboval rychle uvést úspěšný kus. Objednal libreto od Eugèna Scriba a Castila-Blaze (vl. jm. François-Henri-Joseph Blaze) a pro časovou tíseň rozdělil skladatelskou práci mezi devět skladatelů: Daniela Aubera, Désiré-Alexandra Battona, Henriho Montana Bertona, Giuseppa Marca Mariu Felice Blanginiho, Françoise-Adriena Boieldieua, Michele Carafu, Luigiho Cherubiniho, Ferdinanda Hérolda a Ferdinanda Paëra. Recenze v Courrier de l'Europe zaznamenala začlenění gigue od Françoise-Josepha Gosseca, skladatele starší generace zemřelého roku 1829.
Dílo mělo premiéru 31. října 1831 a odehrán byl jen skromný počet celkem 32 představení, naposledy 9. prosince, kdy bylo divadlo zavřeno. Opéra-Comique začala hrát znovu v lednu 1832 pod novým vedením a nadále se potýkala s finančními těžkostmi. Před koncem roku 1831 složil F. Marcucci "Fantazii pro harfu na nejkrásnější nápěvy z La Marquise de Brinvilliers". Markýza de Brinvilliers byla znovu uvedena v roce 1836 s 11 reprízami. 2. srpna 1832 byla tato opera hrána v Bruselu. Žádná další představení nejsou doložena.

## Osoby a první obsazení
| osoba                                                   | hlasový obor | premiére (31.10.1831) (Dirigent: Valentino) |
| ------------------------------------------------------- | ------------ | ------------------------------------------- |
| Markýza de Brinvilliers                                 | soprán       | Geneviève-Aimé-Zoë Prévost                  |
| Hortense de Montmélian, Vernillacova manželka           | soprán       | Félicité Pradher                            |
| Arthur de Saint-Brice, mladý muž zamilovaný do Hortense |              | Théodore-Étienne Moreau-Sainti              |
| M. de Vernillac, královský výběrčí daní                 |              | Boulard                                     |
| Galifard, Ital ve službých markýzy                      | baryton      | Louis-Auguste Féréol                        |
| Madelon, Hortensina soukojenka                          |              | Marie-Julienne Boulanger                    |
| Le premier du Roi                                       |              | Louvet                                      |
| Vernillacův komorník                                    |              | Charles                                     |
| Služebník markýzy                                       |              | Duchenet                                    |
| M. de Coulange                                          |              | Alfred                                      |
| Hosté a přátelé                                         |              |                                             |

## Děj opery

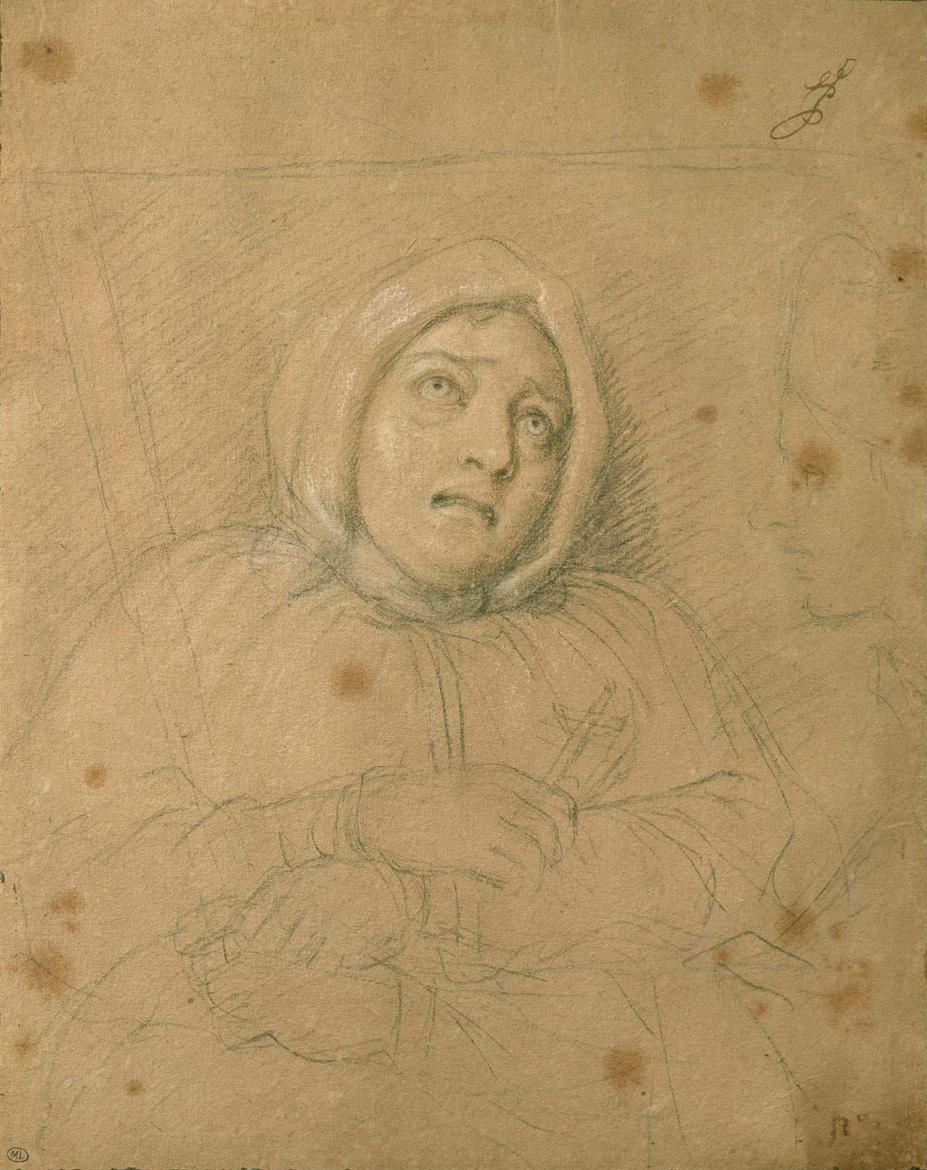
Skutečná markýza de Brinvilliers

Děj opery se volně zakládá na příběhu Marie-Madeleine-Marguerity d'Aubray, markýzy de Brinvilliers (1630-1676), historické postavy z doby Ludvíka XIV., jejíž odsouzení za vraždu bylo začátkem travičské aféry, při níž byla řada francouzských aristokratů obžalována z vraždy a čarodějnictví.
První dvě dějství se odehrávají v domě pana de Vernillac ve Versailles, třetí dějství pak v Paříži v paláci markýzy v rue Neuve-Saint-Paul.
(Předehra, Carafa)

### 1. dějství
(Salón v soukromém paláci pana de Vernillac ve Versaillích) Hortense de Montmélian a Arthur Saint-Brice, oba bez majetku, jsou do sebe zamilováni. Markýza, sama zamilovaná do Arthura, ale potlačila jejich vzájemnou korespondenci tak, že si každý z nich myslí, že jej ten druhý opustil. Naoko se spřátelila s Hortensí a zařídila její sňatek s Vernillakem, bohatým královským výběrčím daní. První dějství začíná ve Versaillích v den Hortensina sňatku.
Zatímco na svatbu Vernillaca a Hortense přijíždějí hosté, Vermillac se těší, zatímco budoucí nevěsta je nešťastná (introdukce Que le chant d'hymenée, Cherubini), zvláště když jí její přítelkyně z mládí Madelon přednese blahopřání za rodnou vesnici (kuplety Vous, que depuis mon jeune âge, Cherubini). Hortense prozradí Madelon, že byla zamilována do chudého hraběte Arthura de Saint-Brice, který se však poté, co jeho dva starší bratři zemřeli, dostal k majetku a na ni zapomněl.
Společnost se baví o množství otrav v posledních letech ve vysoké společnosti. Král pro jejich vyšetření zřídil dokonce zvláštní soud, "Chambre Ardente". Madelon situaci popisuje v kupletech C'est pire qu'une épidemie (Boieldieu). Markýza se v soukromí setkává se svým služebníkem Galifardem a zjistí, že je více než záhodno informován o markýzině vášni pro Arthura a její manipulaci s oběma mladými milenci, ale také o příhodné smrti markýzina manžela a Arthurových dvou bratrů... Po jeho odchodu markýza uvažuje o svém životě a lituje ztraceného mládí a nevinnosti (árie Oui, mon repos l'exige... O fatale ivresse!, Paër). Arthur přichází a žádá po markýze, dávné přítelkyni, radu. Již rok neviděl ženu, kterou miloval, a přestože je přesvědčen o její zradě, chce ji naposledy vidět. Markýza ho od toho zrazuje, a když přichází Vernillac, obrací novomanželovu žárlivost na mladého muže (trio J'espérais, hélas! par l'absence... Pour vous plus d'espérance, Batton). Markýza přesvědčí Arthura, aby odešel, ale ten potká cestou Madelon a dozví se od ní, že Hortense se cítí zrazena jako on a že nikdy neobdržel její četné dopisy. Ihned spěchá, aby sňatek zastavil, ale Hortense se s manželem právě vracejí od obřadu. Uprostřed svatebního veselí se Hortense a Arthur poznají a propadají zoufalství (finále Ils sont unis... O destin qui m'accable!, Batton).

### 2. dějství
(Hortensina ložnice v paláci pana de Vernillac ve Versaillích) Zatímco zevnitř domu se ozývá taneční hudba, Arthur vnikl do Hortensiny ložnice (sbor Vive le vin! vive la danse! a Arthurova árie De ces lieux que j'abhorre... O Dieu puissant! toi que j'implore, Blangini). Přichází Hortense; vysvětlí si s Arthurem nedorozumění, ale nyní již je vdána a musí poslat Arthura pryč (duet Un mot, encore un mot, Madame, Blangini). Markýza je přeruší a jakožto dobrá přítelkyně obou (přičemž skrývá žárlivost na Arthura a nenávist ke své rivalce) je přesvědčí, aby se rozešli, aby nevyvolali Vernillacovo podezření.
Za markýzou mezitím přichází znovu Galifard, který díky protijedu přežil, když se jej po první schůzce pokusila otrávit (právě jeho původní pán seznámil markýzu s jedy). Přechází k přímému vydírání: smlčí to, co o markýze ví, ale ta si jej musí vzít a rozdělit se s ním o svůj majetek. Markýza je zděšena: konečný cíl jejích činů, sňatek s Arthurem, tak bude zmařen. Galifard markýze - jako gesto "dobré vůle" - přenechává kazetu s jejími kompromitujícími dopisy (důkazů má i tak dost).
Saint-Brice trvá na tom, že nechá Hortensi v její ložnici dopis na rozloučenou, který skryje do jedné z kytic pro nevěstu. Markýza vášnivé vyznání věčné lásky přečte a v záchvatu žárlivosti kytici otráví. Svatební průvod odvádí Vernillaca a Hortensi do ložnice. Madelon zašeptá Hortensi, kde hledat dopis, ale podezřívavý manžel má dobrý sluch. Podrobí manželku a výslechu a ta nejprve přísahá oddanost, nakonec ale přiznává, že v jedné z kytic má být dopis od její dávné lásky. Vernillac se zmocní kytice i s dopisem, nadechne se jedu a umírá. Hortense v panice svolává všechny svatební hosty (finále Dans le mystère et le silence... Lorsque l'hymen qui nous engage, Carafa).

### 3. dějství
(Salón v pařížském paláci markýzy v rue Neuve-Saint-Paul) Markýza prohlíží dopisy, které jí Galifard vrátil. Pochybuje, že by ji mohl úspěšně vydírat, aniž by se sám inkriminoval, ale písemnosti spálí. Na dně kazety ale najde tajnou schránku s červeným práškem, který odhadne jako Galifardův protijed. Nahradí jej pomalu působícím jedem a vrátí zpět. Galifard přichází (krátké čekání si krátí kuplety Gens sans caractère, Berton) a hovoří o jejich nastávajícím sňatku. Markýza je šokována, ale tváří se, že souhlasí. Nabídne mu čaj, a jak očekávala, Galifard do něj použije svůj prášek jako „léčivou přísadu“. V následném duetu vyděrač a travička naoko idylicky při čaji hovoří o své cestě do Itálie a svatbě (Douce amitié!... L'hymen qui nous rassemble, Auber). Galifard odchází a markýza se těší, že do hodiny nebude naživu.
Arthur přináší markýze novinu, že Vernillac náhle zemřel (a nikoli Hortense, jak se markýza domnívala). Žádá dokonce markýzu, aby Hortensi poskytla na nějakou dobu útočiště. Markýza souhlasí a poté mladé dívce vnukne děsivou myšlenku, že jejího manžela otrávil Arthur. Hortense se tedy domnívá, že Arthur musí opustit Francii a že už ho nikdy neuvidí; když se k ní přiblíží, odmítá s ním v hrůze mluvit. Arthur rozhněván odchází a markýza se raduje, že konečně dosáhla svého cíle. Náhle se ale vrací umírající Galifard s policií. Ještě než vydechne naposledy, obviní markýzu z travičství včetně vraždy pana de Vernillac. Arthur a Hortense hledají oporu jeden v druhém; Galifard umírá. Markýza je odváděna k soudu a vrhá poslední mstivý a triumfální pohled na Galifardovu mrtvolu (finále Quand l'amitié nous appelle..., Hérold).

## Hodnocení
Přijetí bylo vlažné, soubor Opéry-Comique byl v té době spíše prostředních kvalit; největší úspěch měl divadelně účinný Auberův duet hlavních rivalů v opeře předstírajících přátelství ze 3. dějství. Obsáhlá recenze v Courrier d'Europe považovala Markýzu de Brinvilliers za „nejzajímavější dílo, které Ventadour po dlouhé době nabízí“. Revue des deux mondes shledala hudbu „rozptýlenou a postrádající jednotu“, ale připomněla, že „Auberův duet ve třetím dějství získal mnoho ovací. Tragédie je dobře postavená a působivá. Je v ní mnoho jedu, což je ale podáno hodnověrně; bohužel jeden duet nedělá operu, a to ani komickou.“ Naopak Frédéric Chopin napsal, že by bylo obtížné shromáždit lepší skupinu osob k takovéto společné práci: „Přiznávám, že jsem se nenudil a že toto dílo si nezaslouží výsměch.“
Podle pozdějšího hodnocení pařížské hudební scény v době premiéry Markýzy de Brinvilliers byl vůdčím duchem skupiny Luigi Cherubini, „nestor skladatelů“. Batton byl z účastníků nejméně známý; napsal několik neúspěšných oper a poté pracoval ve výrobě umělých květin. Berton, Paër, Blangini a Carafa byli za zenitem své kariéry. Boieldieu měl v průběhu 20. let 19. století řadu úspěchů, jakož i jeden značný neúspěch. Heroldova opera Zampa aneb Mramorová nevěsta měla právě za sebou velmi úspěšnou premiéru. Auber byl na vrcholu svých sil a své slávy.

## Příspěvky
- Daniel Auber
  - Duet ve třetím dějství, „mistrovská ukázka smyslu pro divadlo“[13]
- Désiré-Alexandre Batton
  - Duet a finále prvního dějství.[14]
- Henri Montan Berton
  - Kuplety ve třetím dějství.[14]
- Giuseppe Marco Maria Felice Blangini
  - Č. 3, recitativ a árie Oui mon repos l'exige
  - Č. 5, rondo De ces lieux que j'abhorre
  - Č. 6, duet Un mot encore, un mot, Madame[15]
- François-Adrien Boieldieu
  - Kuplety Madelon v prvním dějství[14][16]
- Michele Carafa
  - Předehra a finále druhého dějství[8][17]
  - Duet ve druhém dějství[8]
- Luigi Cherubini
  - Úvod k prvnímu dějství (ztracen)[18]
- Ferdinand Hérold
  - Finále třetího dějství[8][14]
- Ferdinando Paär
  - Árie "à l'italienne"[14]